# 張逸
張逸，字二瞻，山東海豐縣人。清朝政治人物。

## 生平
崇禎六年（1633年）舉癸酉科山東鄉試二十二名。明亡仕清，順治三年（1646年），登進士。授廣平縣知縣，死於任內。